# Amphicoma fairmairei
Amphicoma fairmairei es una especie de coleóptero de la familia Glaphyridae.

## Distribución geográfica
Habita en Gansu (China).